# Exoarqueología

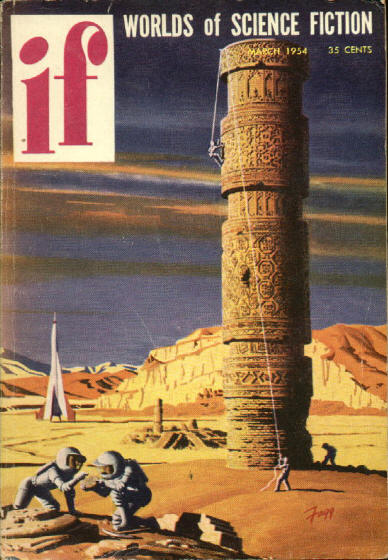
Exoarqueología en la portada de la revista "If" (Marzo de 1954).

La Exoarqueología es la rama de la exobiología y la arqueología en general que se encarga de la búsqueda de rastros arqueológicos de civilizaciones extraterrestres tanto en la Tierra, como en cualquier otro lugar, como por ejemplo Marte.
Hasta el momento no hay ningún yacimiento de este tipo que se haya podido confirmar, al menos de forma oficial. Algunos ejemplos, pero que nunca fueron confirmados, son: La Cara de Marte, las Estructuras de Yonaguni, la Atlántida, la Anomalía del Mar Báltico, las Líneas de Nazca, etc.
La Exoarqueología es una búsqueda interdisciplinar que usa los mismos métodos que la arqueología.